# Pagaran Pisang
Pagaran Pisang is een bestuurslaag in het regentschap Tapanuli Utara van de provincie Noord-Sumatra, Indonesië. Pagaran Pisang telt 1423 inwoners (volkstelling 2010).